# Rugby Europe U19 Championship 2007
El Rugby Europe U19 Championship del 2007 se disputó en Bélgica y fue la primera edición del torneo en categoría M19.
El campeón del torneo fue Rumania , quien clasificó al Trofeo Mundial de Rugby Juvenil 2008.

## Equipos participantes
- Selección juvenil de rugby de Alemania
- Selección juvenil de rugby de Bélgica
- Selección juvenil de rugby de España
- Selección juvenil de rugby de Países Bajos
- Selección juvenil de rugby de Polonia
- Selección juvenil de rugby de Portugal
- Selección juvenil de rugby de Rumania
- Selección juvenil de rugby de Rusia

## Posiciones

### Cuartos de final
- Los perdedores avanzan a la copa de plata

| 28 de octubre | Bélgica | 3 - 14 | Rumania |  |  |

| 28 de octubre | Portugal | 17 - 13 | Alemania |  |  |

| 28 de octubre | Polonia | 13 - 11 | España |  |  |

| 28 de octubre | Rusia | 28 - 6 | Países Bajos |  |  |

### Semifinal de Plata
| 31 de octubre | Bélgica | 10 - 0 | Alemania |  |  |

| 31 de octubre | Países Bajos | 8 - 3 | España |  |  |

### Semifinales Campeonato
| 31 de octubre | Rumania | 47 - 16 | Portugal |  |  |

| 31 de octubre | Polonia | 16 - 7 | Rusia |  |  |

### Séptimo puesto
| 3 de noviembre | España | 23 - 19 | Alemania |  |  |

### Quinto puesto
| 3 de noviembre | Países Bajos | 0 - 10 | Bélgica |  |  |

### Tercer puesto
| 3 de noviembre | Rusia | 25 - 10 | Portugal |  |  |

### Final
| 3 de noviembre | Rumania | 29 - 0 | Polonia |  |  |

| Bandera de Rumania |
| Campeón Rumania    |
| Primer título      |